# Brouwerij Druïde
Brouwerij Druïde is een Belgische bierfirma te Deerlijk in de provincie West-Vlaanderen.

## Geschiedenis
De bierfirma werd opgericht door drie hobbybrouwers, Pieter Mulleman uit Gent, Pascal Ostijn uit Kortrijk en Hendrik Vandendriessche uit Vilvoorde, die elkaar leerden kennen tijdens de opleiding brouwerij aan het CTL. In 2005 werd het eerste bier Druïde Blond op de markt gebracht. In 2006 kwam het tweede bier Druïde Bruin op de markt. De bieren werden eerst gebrouwen bij Brouwerij De Graal te Brakel en later bij De Proefbrouwerij te Hijfte. Druïde verwijst naar een priester uit de oude Keltische beschavingen.

## Bieren
- Druïde Blond, een lichtblond bier met een alcoholpercentage van 6,5%
- Druïde Bruin, een robijnrood bier met een alcoholpercentage van 6,5%